# لویی-فردینان سلین
لویی-فردینان دتوش (به فرانسوی: Louis-Ferdinand Céline) (زادهٔ ۲۷ مه ۱۸۹۴ در کوربوآ، حومهٔ پاریس – درگذشتهٔ ۱ ژوئیه ۱۹۶۱ در مودون) با نام مستعار «سلین»، نویسنده‌ای فرانسوی بود.

## زندگی
پدرش کارمند بیمه بود. خود او پزشکی خواند و تا آخر عمر پزشک ماند.
او در ۱۹۳۲ اولین رمانش «سفر به انتهای شب» را منتشر کرد و بسیار مورد تحسین جامعهٔ ادبی قرار گرفت. اما قرار نبود سلین همچنان مورد ستایش باقی بماند. همهٔ این ستایش‌ها پیش از این بود که کسی نوشته‌های او را بخواند؛ نوشته‌هایی که ضد یهود بودن او را نشان می‌داد و احتمال اینکه او طرف آلمان‌هاست. بعد از افشای این نوشته‌ها او خائن شناخته شد و در همین موقع بود که فرانسه را ترک کرد و ابتدا به آلمان و بعد هم به دانمارک رفت؛ و نوشته و کتاب‌هایش از فرانسه جمع شد. سلین یک سال را در زندان کپنهاگ گذراند و بعد ار آزادی نیز به عنوان ننگ ملی شناخته شده و تبعید شد. بعد از آن در پاریس به اتهام قیام علیه حکومت به صورت غیابی محاکمه و راهی زندان شد. بعد از اتمام دورهٔ محکومیتش در سال ۱۹۵۱ به فرانسه بازگشت. وی سرانجام در اول ژوئیه ۱۹۶۱ در منطقه‌ای دور افتاده در فرانسه درگذشت.

## شخصیت
سلین در بارهٔ خودش کمتر حرف می‌زد و وقتی هم که در مورد خودش می‌گفت دروغ بود. یکی از دوستان سلین که در یکی از مصاحبه‌هایش حضور داشته، می‌گوید که او از اول تا آخر به یک خبرنگار دروغ گفت و بعد از رفتن او نیز از دروغ گفتنش خوشحال شد.
سلین جایی گفته: «حقیقت دردی است که هیچ وقت انسان را رها نمی‌کند و حقیقت این دنیا مرگ است. باید انتخاب کنی؛ مرگ یا دروغ. راستش را بخواهید شخصاً هیچ‌وقت جرأت خودکشی را نداشته‌ام.»
او در همهٔ آثارش ردی از شخصیتش به جا گذاشته‌است. مثلاً:
در «سفر به انتهای شب»، قهرمان اصلی داستانش (فردینان) خود سلین است و قصه، ماجرای بخشی از زندگی خود اوست. فردینان داستان همانقدر بی‌حوصله، تند، بدبین و منزجر است که فردینان سلین. او هرگز عاقبت خوبی برای بشر متصور نبوده‌است و به همین دلیل سفر به انتهای شب را با لحنی اعتراض‌آمیز و تلخ نوشت. علاقه‌ای هم که او را وادار به نوشتن این رمان کرد نیز نتوانست مانع از بدبینی او نسبت به بشر شود.
«مرگ قسطی» نیز به سبک کتاب قبلی‌اش نوشته شد. او در این کتاب دربارهٔ کودکی خود نوشت و باز لحن عامیانه و متفاوت ادبیات فرانسه را دچار شوک کرد. سلین در جواب به منتقدانش گفته بود: «من همانطوری می‌نویسم که حس می‌کنم… از من خرده می‌گیرند که بد دهنم و زبان بی‌ادبانه دارم… از بی رحمی و خشونت دائمی کتاب‌هایم انتقاد می‌کنند… چه کنم؟ این دنیا ذاتش را عوض کند من هم سبکم را عوض می‌کنم».

«دسته دلقک‌ها» با دو کتاب قبلی‌اش متفاوت است. فردینان این کتاب را در لندن نوشت و چون این شهر را دوست می‌داشت، فضای این داستان را از معدود دوران خوشی‌اش نوشته‌است.

«معرکه» ماجرای افسر عصبانی و غیرقابل تحملی است که از فرط عصبانیت به همه ناسزا می‌گوید و همچنین لحظات خنده‌داری را به وجود می‌آورد. اما او در این کتاب از زندگی‌نامه‌نویسی که در کتاب‌های دیگرش شروع کرده بود تا حدی دور شده‌است. فردینان در این داستان شروع به شخصیت پردازی می‌کند. او در این کار به قدری تبحر داشت که منتقدان فرانسوی می‌گویند که اگر نثر آزار دهنده‌ای نداشت، بیشتر مورد استقبال قرار می‌گرفت.

## نثر
او در دو جنگ جهانی شرکت کرد و در یکی از آن‌ها هم زخمی شد؛ بنابراین در تمام داستان‌هایش درست مثل یک پیر دنیا دیده‌است که برای بچه‌ها قصه تعریف می‌کند. شخصیت‌های داستانش مدام در موقعیت‌های پوچ قرار می‌گیرند و بیشتر آن‌ها را مرگ به عجیب‌ترین شکل ممکن غافلگیر می‌کند. نثرش طنز تلخ و سردی است که در تمام حکایاتش جاری است و ماجرا را نه تنها تحمل‌پذیر بلکه لذت بخش می‌کند ولی این لذت تا کمی بعد از داستان ادامه دارد و بعد از آن، ذات غمگین و افسردهٔ قصه خودش را نشان می‌دهد و خواننده را به سرزمین‌های تاریک می‌برد. همین است که طرفداران جدی ادبیات مدرن، سفر به انتهای شب را «انجیل افسرده» لقب داده‌اند.
این توافق تقریباً در تمام دنیای ادبیات وجود دارد که سلین نویسندهٔ توانایی است که سرگذشت عجیب و غریبش را حتی در کتاب «سفر به انتهای شب» تعریف کرده‌است. او همهٔ نبوغ و خلاقیتش را در این کتاب به کار برد نبوغی که باعث شد نویسنده‌های فراوانی مثل ژان پل سارتر، ژان ژنه، ساموئل بکت، کورت وانگات، هنری میلر و چارلز بوکوفسکی آن را ستایش می‌کنند. حتی نقل قولی از چارلز بوکوفسکی هست که جایی گفته: «سفر به انتهای شب، بهترین کتابی است که در دو هزار سال اخیر نوشته شده‌است.»

## اهمیت
به زعم بسیاری، سلین یکی از بزرگ‌ترین نویسنده‌های تاریخ رمان است. نگاه او به دنیا بسیار سیاه، بی‌رحمانه و کالبد شکافانه است. او با شجاعتی بی‌نظیر پلیدی‌های انسان عصر جدید را برملا ساخت و آینه‌ای صادق در برابر او نهاد. همچنین نمی‌توان از زبان او یاد نکرد. او نثری بسیار عامیانه داشت و از عباراتی که خود می‌ساخت بسیار استفاده می‌کرد. او زبان معیار را زبانی زنده نمی‌دانست. او تمام تابوهای عصر خود را شکست و تأثیری عمیق بر نویسندگان پس از خویش گذاشت. بخشی از جامعهٔ روشنفکری فرانسه که ضدیت با او را در پیش گرفته بودند، از دادن جایزهٔ گنکور به فردینان سر باز زدند و حتی ادبیات او را ادبیات کثیف نامیدند.
او بارها به نژادپرستی محکوم شد، در اواسط جنگ که او را به خاطر مقالات ضدیهودی مجبور به ترک فرانسه کردند، افرادی مثل آندره ژید از او به شدت حمایت کردند. خود سلین معتقد بود که همهٔ آن‌ها دسیسه‌های روشنفکران کمونیست فرانسه مثل آندره مالرو، لویی آراگون، آلبر کامو و الزا تریوله است. حتی معتقد بود که در تحت تعقیب قرار گرفتنش نیز آن‌ها دخیل بوده‌اند زیرا که آنها عضو کانون ملی نویسندگان فرانسه بودند که در سپتامبر ۱۹۴۴ فهرست سیاهی شامل ۱۲ نویسندهٔ فرانسوی منتشر کردند که سلین هم جزو آن‌ها بود.
سلین از منتقدان جدی مارسل پروست بود و دربارهٔ شهرت کتاب در جستجوی زمان از دست رفته او اعتقاد داشت که «اگر پروست یهودی نبود، امروزه دیگر کسی راجع به او حرف نمی زد.»
شاید هنگام مطالعهٔ آثار او بد نباشد به سه نقطه‌هایی که مشخصهٔ نوشتار او هستند، به انبوه آوانماها و نیز کلمات شکسته و عامیانه و شبه جمله‌ها توجه کنیم.

## آثار
- ۱۹۳۲ - سفر به انتهای شب، ترجمهٔ فرهاد غبرایی، ت‍ه‍ران: نشر ج‍ام‍ی، چاپ اول: ۱۳۷۳.

- ۱۹۳۴ - جنگ، (منتشر شده پس از مرگ )، ترجمهٔ داود طبایی عقدایی، تهران: انتشارات افکار جدید، چاپ اول: ۱۴۰۱.

- ۱۹۳۶ - مرگ قسطی، ترجمهٔ مهدی سحابی، ت‍ه‍ران: نشر مرکز، ۱۳۸۵.

- ۱۹۴۴ - دسته دلقک‌ها، ترجمهٔ مهدی سحابی، تهران: نشر مرکز، چاپ اول: ۱۳۸۶.
- ۱۹۴۹ - معرکه، ترجمهٔ سمیه نوروزی، تهران: نشر چشمه‌، ۱۳۹۰.
- ۱۹۵۵ - گفتگوهایی با پروفسور ایگرگ، ترجمهٔ افتخار نبوی‌نژاد، تهران: انتشارات فرهنگ جاوید، چاپ اول: ۱۳۹۷.
- ۱۹۵۷ - قصر به قصر، ترجمهٔ مهدی سحابی، تهران: نشر مرکز، ۱۳۸۸.
- ۱۹۶۰ - شمال، ترجمهٔ محمود سلطانیه، تهران: نشر جامی، ۱۳۹۲.
- ۱۹۶۰ - شمال، [متن کامل] ترجمه آیدین پورضیایی، تهران؛ انتشارات امیرکبیر، (در دست انتشار)، ۱۴۰۰
- ۱۹۶۱ - ریگودون، (منتشرشده پس از مرگ در ۱۹۶۹)، ترجمهٔ افتخار نبوی‌نژاد، تهران: انتشارات فرهنگ جاوید، چاپ اول: ۱۳۹۸.